# Vidrio reforzado químicamente
El vidrio reforzado químicamente es un tipo de vidrio que ha aumentado su resistencia como resultado de un proceso químico de posproducción. Cuando se rompe, todavía se rompe en astillas largas y puntiagudas similares al vidrio flotado. Por esta razón, no se considera un vidrio de seguridad y debe laminarse si se requiere un vidrio de seguridad. Sin embargo, el vidrio reforzado químicamente tiene típicamente de seis a ocho veces la resistencia del vidrio flotado. La marca comercial más común para este tipo de vidrio es Gorilla Glass.
El vidrio se refuerza químicamente mediante un proceso de acabado superficial. El vidrio se sumerge en un baño que contiene una sal de potasio (típicamente nitrato de potasio) a 300 grados Celsius (572 °F). Esto hace que los iones de sodio en la superficie del vidrio sean reemplazados por iones de potasio de la solución del baño.
Estos iones de potasio son más grandes que los iones de sodio y, por lo tanto, se encajan en los espacios que dejan los iones de sodio más pequeños cuando migran a la solución de nitrato de potasio. Esta sustitución de iones provoca que la superficie del vidrio esté en estado de compresión y el núcleo en tensión compensadora. La compresión de la superficie del vidrio reforzado químicamente puede alcanzar hasta 690 MPa.
El mecanismo de refuerzo depende del hecho de que la resistencia a la compresión del vidrio es significativamente mayor que su resistencia a la tracción. Con ambas superficies del vidrio ya comprimidas, se necesita una cierta cantidad de flexión antes de que una de las superficies pueda entrar en tensión. Se requiere más flexión para alcanzar la resistencia a la tracción. La otra superficie simplemente experimenta una tensión de compresión cada vez mayor. Pero como la resistencia a la compresión es mucho mayor, no se experimenta ningún fallo de compresión.
También existe un proceso de dos etapas más avanzado para fabricar vidrio reforzado químicamente, en el que el artículo de vidrio se sumerge primero en un baño de nitrato de sodio a 450 °C (842 °F), que enriquece la superficie con iones de sodio. Esto deja más iones de sodio en el vidrio para la inmersión en nitrato de potasio para reemplazarlos con iones de potasio. De esta manera, el uso de un baño de nitrato de sodio aumenta el potencial de compresión de la superficie en el artículo terminado.
El refuerzo químico da como resultado un refuerzo similar al del vidrio templado. Sin embargo, el proceso no utiliza variaciones extremas de temperatura y, por lo tanto, el vidrio reforzado químicamente tiene poco o ningún arco o deformación, distorsión óptica o patrón de deformación. Esto difiere del vidrio templado, en el que las piezas delgadas pueden arquearse significativamente.
Además, a diferencia del vidrio templado, el vidrio reforzado químicamente se puede cortar después del endurecimiento, pero pierde su resistencia adicional dentro de la región de aproximadamente 20 mm del corte. De manera similar, cuando la superficie del vidrio reforzado químicamente se raya profundamente, esta área pierde su resistencia adicional.
Otro aspecto negativo del vidrio reforzado químicamente es el costo adicional. Si bien el vidrio templado se puede fabricar de manera económica a través del proceso de fabricación, el vidrio reforzado químicamente tiene una ruta mucho más cara al mercado. Estos costos hacen que el producto sea prohibitivo para su uso en muchas aplicaciones. El vidrio reforzado químicamente también se utiliza para el toldo de algunos aviones de combate.